# Lorenzo Ghielmi
Lorenzo Ghielmi (Milaan, 1 september 1959) is een Italiaans organist en klavecinist.

## Levensloop
Ghielmi studeerde orgel, klavecimbel en piano en voleindigde zijn studies aan de Scola Cantorum in Bazel, onder de leiding van Jean-Claude Zehnder. Hij bekwaamde zich in de Italiaanse orgelmuziek onder de leiding van Luigi Ferdinando Tagliavini. Hij werd laureaat in de orgelwedstrijden van Spoleto, Innsbruck en Groningen.
Hij is docent aan de Academia Internazionale della Musica in Milaan en aan de Schola Cantorum Basiliensis (orgel, klavecimbel, oude muziek). Hij was ook verscheidene jaren gastprofessor in Trossingen en aan de Muziekhogeschool in Lübeck.
Hij is titularis van het Ahrend orgel (1991) in de Basilica di San Simpliciano in Milaan. Hij heeft er in 1992-94 het volledige oeuvre voor orgel van Johann Sebastian Bach op uitgevoerd.
Hij gaf concerten in Europa, Japan en de Verenigde Staten, zowel op orgel als op klavecimbel. Hij heeft talrijke platen- en radio-opnamen op zijn naam, onder meer voor Teldec, Deutsche Harmonia Mundi, Ars Musici en Winter & Winter. Hij speelt ook met zijn in 2005 gestichte ensemble La Divina Armonia of in duo met zijn jongere broer Vittorio Ghielmi (viola da gamba en klavecimbel). Hij speelde ook op klavecimbel en orgel bij de vroegste opnamen van Il Giardino Armonico (1985-1991). In Frankrijk ontving hij een 'Diapason d’Or' voor zijn opnamen van Bruhns and Bach.
Hij heeft vaak in jurys gezeteld voor internationale orgelwedstrijden (Toulouse, Tokio, Freiberg, Maastricht, Lausanne, Neurenberg, Landsberg, Chartres). In Brugge was hij jurylid in 1997, 2006 en 2009 voor de internationale orgelwedstrijd, in het kader van het Festival Musica Antiqua. Hij geeft lezingen en meestercursussen in vele conservatoria , onder meer in de prestigieuze Zomeracademie in Haarlem en in het Mozarteum in Salzburg. He trad op als de voornaamste consultant bij de bouw van het nieuw Mascioni orgel in de kathedraal van Tokio.
Ghielmi leeft met vrouw Elisabetta en vijf kinderen in een Italiaans dorp dicht bij de Zwitserse grens.

## Publicaties
- Lorenzo Ghielmi heeft ook de passie voor musicologisch onderzoek. Hij heeft muziek uitgegeven van Girolamo Frescobaldi en van Milanese componisten.
- Hij publiceerde studies over orgelbouw in de 16e en 17e eeuw en over de interpretatie van het werk van Johann Sebastian Bach.
- Hij schreef het boek Nicolaus Bruhns, Note sull'interpretazione della musica organistica, (2005) en Nicolaus Bruhns, Zur Interpretation der Orgelmusik (2007), Editioni Carrara, Bergamo.

## Discografie
- Tintinnabulum, 2001
- Nikolaus Bruhns, 2002
- Anno 1630, 2003
- Bachs Leben, Kunst und Kunstwerke, 2004
- Bach and the Romanticist, 2005
- Carl Philipp Emanuel Bach, 2008
- Die Kunst der Fuge, 2009
- Trio Sonatas, 2011

Alle albums uitgegeven bij Winter & Winter.